# Lior Raz
Lior Raz, född 24 november 1971 i Jerusalem, är en israelisk skådespelare.
Raz har bland annat medverkat i TV-serierna Fauda (2015-2022), A Body That Works och The Crowded Room från 2023. Han har även medverkat i filmen 6 Underground från 2019.

## Filmografi (i urval)
- 2015-2019: Fauda
- 2021: 6 Underground
- 2023: A Body That Works
- 2023: The Crowded Room
- 2025 – Tuner